# Arkady Kots
Arkady Yakovlevich Kots (tiếng Nga: Аркадий Яковлевич Коц; bí danh: - A.Danin, A.Bronin, A.Shatov) (1872, Odessa – 1943) là một nhà thơ xã hội chủ nghĩa Người Nga gốc Do Thái.
Arkady Kots tốt nghiệp từ một trường khai thác mỏ ở Horlivka và làm việc tại Moskva và Donets Coal Basins. Trong 1897-1902, Kots cư trú tại Paris, nơi ông tốt nghiệp từ một viện khai thác mỏ và xây dựng tiếp xúc với cách mạng những người di dân.
Năm 1902, ông xuất bản hai bài thơ mà sẽ đi vào lịch sử thơ ca và phong trào vô sản nói chung. Người đầu tiên là bản dịch tiếng Nga của Quốc tế ca, bài hát xã hội chủ nghĩa nổi tiếng nhất và là một trong những bài hát được công nhận rộng rãi nhất trên thế giới. Nó được xuất bản nặc danh trong một tạp chí di sản Nga Listki Zhizni, một ấn phẩm đồng hành với tạp chí Zhizn ("Cuộc sống"). Một câu khác được gọi là The Proletarian Song (Bài hát vô sản), mà sẽ trở nên khá phổ biến.
Năm 1903, Arkady Kots gia nhập Đảng Lao động Dân chủ Xã hội Nga và thực hiện các nhiệm vụ của đảng ở Mariupol và Odessa. Năm 1907-1914, Kots không thuộc bất kỳ đảng chính trị nào. Năm 1907, một nhà xuất bản Nash Golos (Наш голос) xuất bản một bộ sưu tập các câu thơ của Arkady Kots mang tên Proletarian Songs (Песни пролетариев), sẽ bị các nhà chức trách Sa hoàng tịch thu ngay lập tức. Kots được biết là đã dịch một vở kịch của Octave Mirbeau gọi là Les Mauvais Bergers và xuất bản một số tài liệu quảng cáo chính trị. Năm 1914-1920, ông đứng về phía Menshevik.
Đi sơ tán về phía đông trong cuộc xâm lược của Đức Quốc xã vào Liên Xô, Kots qua đời vào năm 1943.